# Batalla de Molodi
La batalla de Molodi (en ruso: Молодинская битва) fue uno de las batallas claves del reinado de Iván el Terrible. Tuvo lugar cerca de Molodi, unas 70 millas al sur de Moscú (en el óblast de Moscú), en julio–agosto de 1572 y enfrentó a una horda crimea de 40.000–60.000 hombres al mando de Devlet I Giray de Crimea contra aproximadamente 23.000–25.000 rusos liderados por el príncipe Mijail Vorotynsky. La horda crimea fue derrotada tan severamente que  el kanato de Crimea y su suzerano, el imperio otomano, nunca volvieron a planear una conquista de Rusia.

## Preludio
Mientras el Zarato de Rusia estaba ocupado con la guerra livona, el kanato de Crimea vio una oportunidad de avanzar frente a sus desguarnecidas fronteras del sur. En el transcurso de tres expediciones, Devlet I Giray devastó el sur de Rusia, llegando incluso a quemar Moscú en 1571. El 26 de julio de 1572 la horda del kan, equipada con cañones y reforzada por jenízaros turcos cruzó el Oká cerca de Sérpujov. Diezmó la vanguardia rusa de 200 soldados y avanzó hacia Moscú para volver a saquearlo. Sin embargo, los rusos se habían preparado para una nueva invasión con fortificaciones a lo largo del Oká de las que los crimeos no estaban informados.

## La batalla
Las fuerzas rusas, que diversos autores cifran entre 23.000–25.000 hombres, estaba bajo el mando del príncipe Mijail Vorotynsky. El también príncipe Repnin comandaba el flanco izquierdo, mientras el flanco derecho era mandado por el príncipe Odoevsky. El 30 de julio los ejércitos se enfrentaron cerca del río Lopasnya como reconocimiento. La lucha continuó a lo largo de varios días llegando a su punto álgido el 8 de agosto. La batalla fue demasiado cercana para que la proverbial habilidad de los arqueros tártaros fuera útil y se libró principalmente con sables y lanzas. La artillería fue también utilizada por los rusos con gran efecto. El resultado estuvo marcado por el éxito del príncipe Khvorostinin, que logró flanquear a la horda crimea con sus gulyay-gorod (гуляй-город) fortificaciones móviles con las que tomó la retaguardia crimea.

## Consecuencias
Después de la batalla, sólo 20.000 jinetes tártaros regresaron a Crimea, mientras el mismo kan tuvo que dejar su tienda en el campo para huir con vida. La batalla le costó además las vidas de sus hijos y de un nieto.
Después de la derrota el kanato de Crimea y el Imperio turco ya no reclamaron la devolución de las posesiones de la antigua Horda de Oro, mientras que Rusia podía así con el tiempo continuar con sus campañas contra los tártaros para afianzar lo conseguido. De esa manera, en 1577, los rusos tomaron la capital de la Horda de Nogái, Saraichik, que era aliada de Crimea, y en 1581, la campaña de Yermak Timoféyevich marcó el comienzo de la era de la conquista y el desarrollo de Siberia, también tártara.